# 艾努人
艾努人是中国新疆西部的一个民族，属于中国未识别民族中的一支，現在被暫時識別成维吾尔族。不過维吾尔族和其他民族人称他们为“阿布达里人”（Abdal），带有贬义，也有人把阿布达里人称为“谢依赫人”（因其集中生活的村子叫谢依赫村），艾努人主要分布在天山南麓的和田、墨玉、洛浦、莎车、疏勒和英吉沙等县，人口据估計至少一萬人。由於艾努人信奉伊斯蘭教什葉派，長期受到周邊以伊斯蘭教遜尼派為主體的维吾尔社會之歧視，所以他们与外界交际时讲维吾尔语，对内则使用艾努语，外人较难理解。艾努人的起源目前仍有争议。
艾努人的生活方式独特，他们祖祖辈辈从事手工业，同时以算命、看手相、治病、小商贩、巫术、割礼、乞讨为副业。由于从事的职业、生活方式以及风俗习惯和其他民族不同，所以长期以来固守“女不嫁外人、男不娶外人”的婚姻习惯。

## 历史
艾努人的起源目前仍有争议，目前不外乎兩種說法:
- 波斯人說

阿布达里一词来源于波斯语，意思是“挡水者”，“把水当护拦者”。持这一观点的学者以波斯语为自己的依据，提出Abdal”一词中的“Ab”在波斯语中指“水”，“dal”意为“挡住”。
- 嚈哒人說

有的學者認為他們是古代嚈哒的後代，在牛汝极主编的《阿尔泰文明与人文西域》一书中这样写道：目前在塔里木盆地西南部的喀什、和田、莎车、疏勒、墨玉和库车等地分布有一些小的部落群体，自称‘艾努’，我们认为其祖先可能是嚈哒（Epthalitai）。嚈哒的古音与Abdal极近。嚈哒也被称为‘白匈奴’。